# Aftnar i Tavastland
Aftnar i Tavastland är en diktsamling från 1911 av den finlandssvenske författaren Bertel Gripenberg. Samlingen hör till Gripenbergs etiska period, som varade åren 1908–1917. Dikterna tillkom på Krissi gård i Nurmijärvi socken där Gripenberg arbetade som jordbruksförvaltare. Enligt Rolf Nordenstreng är titeln lätt missvisande eftersom Nurmijärvi, vars natur boken antas skildra, inte ligger i Tavastland utan i norra Nyland.

## Innehåll
| I. - Tavastland - Här fällde jag ankar — - Afton i Tavastland - Ångest - En öde herrgård - Vinterns första morgon - Vinterfärd - Mot vind, mot regn — - Lit de parade - Juninatt - Sol. I, II, III, IV - Regnafton - Ett ensamt skidspår II. - Evige Eros! - Aubade - Liksom kompassen - Välj ej min väg - Soir de bataille - Ett litet öde - Stigman - Förgängelse | III. - Savannah-la-Mar - The Maroon - Där bidar mig en — - Sorg - Syndebarn - Ett lif - Vrak - Pil i ögat - Vägarna - En flyktings visa - Nyår - Sångens färg - Den gamla bönen - Tretton år - Tulpanen på bakgården - Tulpan - Narciss - Ledum - Häxorna flyga. I, II, III - Flyg, du min dröm — - Vandraren |

## Mottagande
Olof Rabenius recenserade Aftnar i Tavastland i Ord och Bild, där han beskrev den som "en rad af stämningar från skaldens ensamma lif i naturen", med "en dager af höststämning och vinterdis med en blek eller blossande sol öfver en mörknande och vissen värld". Rabenius lyfte särskilt fram "Juninatt", som han kallade "en utsökt dikt ..., fint tracerad och full av flärd", samt "Ett ensamt skidspår", som enligt Rabenius "fångar med omedelbar lyrisk konst i en enkelt gripande symbol ett helt människolif". Rabenius skrev om diktsamlingen i helhet: "Språkskruden, värdigt och enkelt skuren, äger den fina skiftningen av mjukt glimmande siden med gniststänk i dunkla schatteringar. Skalden behärskar numera med nästan osviklig säkerhet sin konst, och snart sagdt alla dikter i dessa bägge hans sista samlingar [Aftnar i Tavastland och Skuggspel] äro fullmogna frukter af hans ädla poetiska träd."
I en recension i Hufvudstadsbladet den 17 december 1911 beskrev Fredrik Wetterlund diktsamlingen ''Aftnar i Tavastland'' som ett verk där Bertel Gripenberg dragit sig tillbaka till det ensliga Tavastland. Recensenten framhöll Gripenbergs förmåga att återge det nordiska landskapet med enkelhet, pregnans och en personlig ton, fri från retorik. Poesin kännetecknas enligt Wetterlund av en dämpad, heroisk undergångsstämning och formmässig styrka. Dikter som ”En flyktings visa” lyftes fram som exempel på hur stark lidelse gestaltas med poetisk precision.

## Eftermäle
Jean Sibelius komponerade melodramen Ett ensamt skidspår efter dikten med samma namn i denna samling. Musiken skrevs ursprungligen för piano och blev färdig 1925. År 1948 återvände Sibelius till kompositionen och arrangerade den för stråkar och harpa, vilket blev ett av hans allra sista arbeten.